# Дельта-4

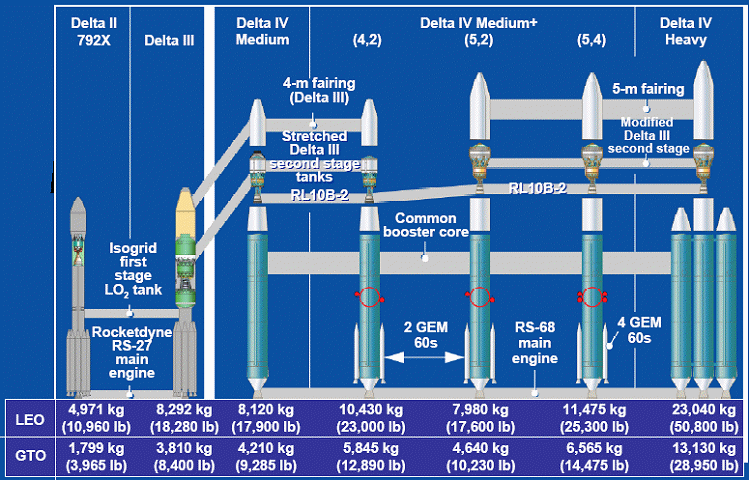
Эволюция ракет семейства Дельта.

Де́льта IV (англ. Delta IV) — четвёртое поколение ракеты-носителя семейства «Дельта» компании Boeing. «Дельта IV» была разработана в рамках программы развития одноразовых ракет-носителей (англ. Evolved Expendable Launch Vehicle, EELV) для запуска коммерческих спутников и спутников ВВС США.
«Дельта IV» состоит из двух ступеней и использует криогенные компоненты топлива: жидкий водород и жидкий кислород.
Ракета-носитель использовалась в пяти версиях: Medium (англ. Medium — средний), Medium+ (4,2), Medium+ (5,2), Medium+ (5,4) и Heavy (англ. Heavy — тяжёлый).
Из-за высокой стоимости (от 164 до 400 млн $ в зависимости от версии), «Дельта IV» использовалась в первую очередь для запуска спутников Министерства обороны (DoD) и Национального управления военно-космической разведки США (NRO).
«Дельта IV Хэви», по состоянию на 2016 год, обладала наибольшей выводимой полезной нагрузкой среди всех эксплуатируемых ракет-носителей в мире. В 2015 году стоимость запуска ракеты-носителя «Дельта IV» Хэви составляла около 400 млн. $.

## История
Первый успешный запуск ракеты-носителя со спутником Eutelsat W5 был осуществлён в 2002 году.
Ракета-носитель «Дельта IV» пришла на рынок космических запусков в период, когда глобальные возможности по выводу полезной нагрузки на околоземную орбиту были уже гораздо выше спроса. Более того, неопробованный дизайн новой ракеты-носителя привёл к сложностям в поиске коммерческих запусков. Также стоимость запуска «Дельта IV» несколько выше, чем у конкурирующих ракет-носителей. В 2003 году компания Boeing отозвала ракету-носитель c коммерческого рынка, ссылаясь на низкий спрос и большие затраты. В 2005 году компания Boeing заявила, что она может вернуть ракету-носитель «Дельта IV» для коммерческого использования, однако вплоть до 2016 года все запуски, за исключением первого, были оплачены правительством США.
С 2007 года запуски ракеты-носителя «Дельта IV» осуществляет United Launch Alliance (ULA), совместное предприятие, организованное компаниями Boeing и Lockheed Martin.
В 2015 году компания ULA приняла решение отказаться от всех модификаций «Дельты IV», кроме Heavy уже к 2018 году из-за конкуренции со SpaceX (запуски будут выполняться ракетой-носителем «Атлас V»), а в дальнейшем предполагался полный вывод из эксплуатации как «Атласа V», так и «Дельты IV», и их замена на новую ракета-носитель Vulcan, первый запуск которой планировался не ранее IV квартала 2021 года. Однако, как заверил CEO ULA Тори Бруно, полный отказ от ракеты-носителя не может быть произведён раньше, чем правительственные заказчики будут к этому готовы, поскольку некоторые спутники специально сконфигурированы для запуска на «Дельте IV».
Начиная с июля 2015 года и вплоть до вывода ракеты-носителя из эксплуатации, все запускаемые конфигурации ракеты-носителя «Дельта IV» будут использовать улучшенный главный двигатель RS-68A.
22 августа 2019 года состоялся последний запуск ракеты-носителя в средней конфигурации.
9 апреля 2024 года состоялся последний запуск ракеты-носителя в тяжёлой конфигурации.

## Конструкция

### Первая ступень
Первой ступенью Дельта IV является универсальный ракетный модуль (УРМ, англ. Common Booster Core(s), CBC), общий для всех модификаций ракеты-носителя. Модуль состоит из двигательного отсека, баков для горючего и окислителя (26,3 и 9,4 метра в высоту соответственно), секции между баками и промежуточного адаптера. Главный двигатель устанавливается в нижней несущей части конструкции на четырёхопорную ферму и закрыт коническим термозащитным кожухом, выполненным из композитных материалов, который защищает двигатель от пламени боковых твердотопливных ускорителей. Выше находится бак для горючего, выполненный из алюминия и усиленый изнутри сеточной облицовкой для уменьшения веса. Далее располагается композитный цилиндр, расположенный под баком для окислителя, который также усилен сеточной облицовкой, сверху конструкция заканчивается композитным адаптером, который вмещает в себя двигатель второй ступени и оборудование для расстыковки ступеней. Вдоль всего модуля проходит кабельный туннель для обеспечения электропитанием и связью, а окислитель достигает двигателя через внешний трубопровод, проходящий по внешней стенке бака для горючего. Стенки модуля покрыты изоляционным материалом (твёрдая полиуретановая пена), который препятствует нагреванию топлива и образованию льда на внешней поверхности топливных баков.
Полная длина ступени 40,8 м, диаметр — 5,1 м, сухой вес ступени — 26 400 кг. Ступень использует криогенные компоненты топлива, жидкий водород (горючее) и жидкий кислород (окислитель). Вместимость топлива: жидкий водород — 29 500 кг (416 м3), жидкий кислород — 172 500 кг (151 м3). Перед запуском закачиваемый жидкий кислород охлаждается до температуры −185 °C, жидкий водород — до −253 °C.

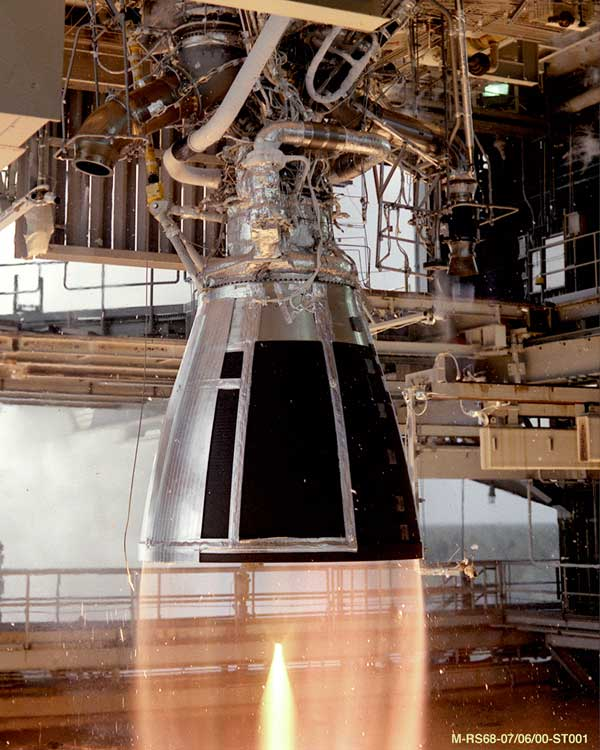
Двигатель RS-68.

Модуль использует один двигатель RS-68 производства фирмы Рокетдайн (Rocketdyne). Двигатель RS-68 — первый большой ЖРД, который был разработан в США после разработки основного двигателя для космического челнока SSME (англ. Space Shuttle Main Engine, или RS-25) в 1970 годах. Основное назначение RS-68 было сокращение стоимости двигателя по сравнению с SSME. Давление в камере сгорания и удельный импульс, которыми в некоторой степени пришлось пожертвовать, сказались на эффективности двигателя, однако, время разработки, стоимость комплектующих, общая стоимость и количество необходимого рабочего времени были значительно сокращены по сравнению с SSME, несмотря на гораздо больший размер RS-68.
Тяга двигателя на уровне моря составляет 2950 кН, в вакууме — 3370 кН. Удельный импульс в вакууме — 409 с.
В 2012 году впервые был использован модифицированный двигатель RS-68A. Модификация турбонагнетателя, а также обеспечение лучшего смешивания и сгорания элементов топлива, позволили повысить тягу нового двигателя до 3137 кН на уровне моря и до 3560 кН в вакууме. Удельный импульс вырос до 412 с. С июня 2015 года двигатель RS-68A используется на всех модификациях Дельта IV.
Как правило, двигатель форсируется до 102 % тяги в течение первых нескольких минут полёта, затем дросселируется до 58 % тяги вплоть до момента отключения. При запуске ракеты-носителя в модификации Heavy, двигатель центрального модуля дросселируется до уровня 58 % номинальной тяги примерно через 50 секунд после запуска, в то время как боковые ускорители остаются на 102 % тяги. Это позволяет сохранить топливо центрального модуля CBC и использовать его дольше. После отделения боковых ускорителей, центральный форсируется до 102 % и затем переводится на 58 % тяги незадолго до отключения.
Номинальное время работы двигателя первой ступени составляет 245 секунд для модификаций Medium и 328 секунд для модификации Heavy.

### Ускорители
На модификациях Дельта IV Medium+ используются твердотопливные ускорители GEM-60 компании Orbital ATK (бывшая Alliant Techsystems, ATK), с топливом на основе HTPB. Длина ускорителя с носовым обтекателем — 15,2 м, диаметр — 1,5 м, стартовая масса — 33 638 кг. Каждый ускоритель обеспечивает тягу 826,6 кН на уровне моря с удельным импульсом 275 с. Время горения — 91 секунда.
Для модификации Дельта IV Heavy используются 2 универсальных ракетных модуля CBC, закреплённые по бокам центрального модуля CBC первой ступени. На верхнем конце ускорителей устанавливаются конические обтекатели из композитных материалов. Боковые ускорители работают в течение 242 секунд, после чего отсоединяются от центрального модуля с помощью пироболтов и пружинных толкателей.

### Вторая ступень

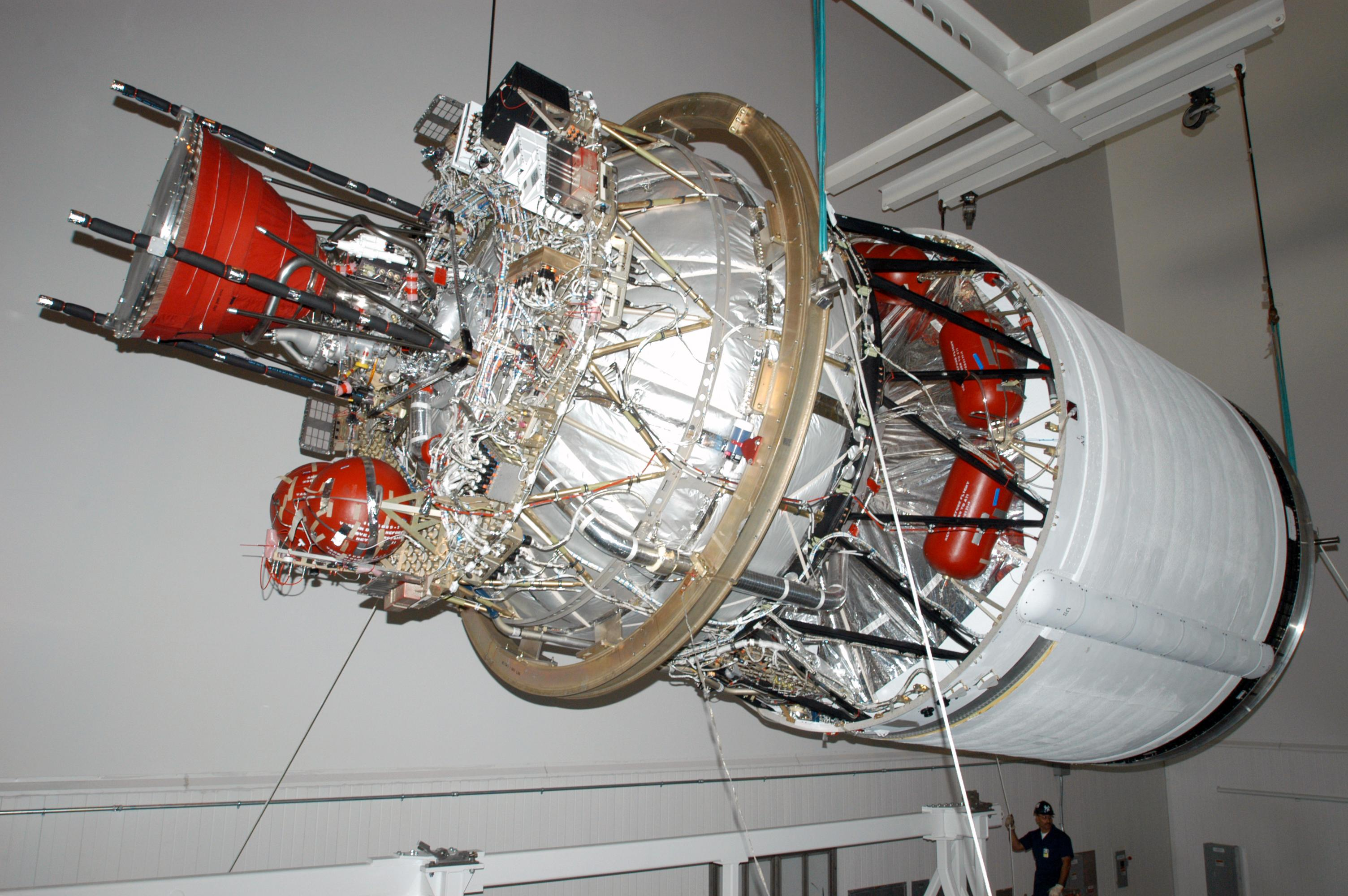
Четырёхметровая вторая ступень.

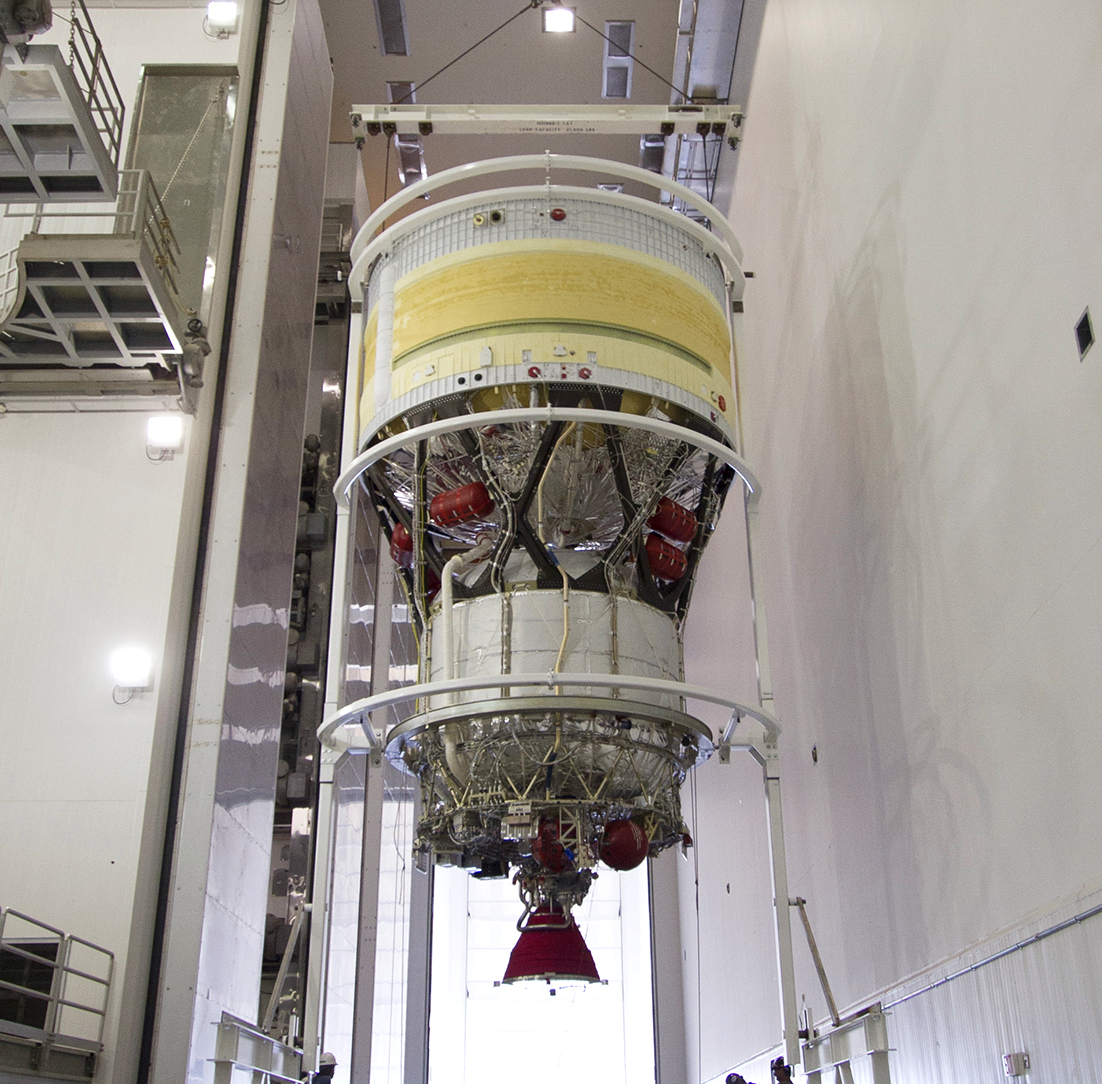
Пятиметровая вторая ступень.

Вторая ступень Дельта IV (англ. Delta Cryogenic Second Stage, DCSS) была выполнена на основе верхней ступени ракеты-носителя Дельта III, но с повышенной вместимостью топлива. В 4-метровом варианте второй ступени топливные баки вытянуты в длину, в 5-метровом варианте бак для кислорода дополнительно удлинён на 0,5 м, а бак для жидкого водорода увеличен в диаметре до 5 метров. Вынесенный отдельно бак для жидкого кислорода имеет диаметр 3,2 м в обеих версиях второй ступени.
Четырёхметровая вторая ступень (используется для модификаций Medium и Medium+ (4,2)) имеет длину 12,2 м, сухой вес — 2850 кг и вмещает 20 410 кг компонентов топлива. Максимальное время работы двигателя составляет 850 секунд.
Пятиметровая вторая ступень (используется для Medium+ (5,2), Medium+ (5,4) и Heavy) имеет длину 13,7 м, сухой вес — 3490 кг и вмещает в себя 27 200 кг топлива. Время работы двигателя может достигать 1125 секунд.
На обоих вариантах второй ступени используется двигатель RL-10B-2 компании Pratt & Whitney, отличается выдвижным углеродным сопловым насадком для увеличения удельного импульса. Тяга двигателя в вакууме составляет 110 кН, удельный импульс — 465 с.
Для управления положением второй ступени в фазе свободного полёта используются 12 маленьких гидразиновых двигателей MR-106D с тягой 21 и 41 Н.
Промежуточный адаптер между ступенями различается в зависимости от модификации ракеты-носителя. Для версий Medium и Medium+ (4,2) используется конический адаптер для соединения с четырёхметровой второй ступень. Для Medium+ (5,2), Medium+ (5,4) и Heavy используется цилиндрический адаптер для соединения с пятиметровой второй ступенью.
Расстыковка ступеней осуществляется с помощью пироболтов и пружинных толкателей.

### Головной обтекатель
Для версий Medium и Medium+ (4,2) используется композитные обтекатель диаметром 4 метра, длиной 11,75 м и весом около 2800 кг, немного удлинённая версия обтекателя, ранее используемого на ракете-носителе Дельта III.
Для Medium+ (5,2), Medium+ (5,4) используется композитный обтекатель диаметром 5 м и длиной 14,3 м.
Для Дельта IV Heavy используется композитный обтекатель диаметром 5 м и длиной 19,1 м, а также может использоваться алюминиевый обтекатель длиной 19,8 метров, который раньше использовался на ракете-носителе Titan IV.

### Бортовые системы
Система управления RIFCA (англ. Redundant Inertial Flight Control Assembly) компании L-3 Communications, используемая на ракете-носителе Дельта IV, схожа с системой управления ракеты Дельта-2 с некоторыми отличиями в программном обеспечении. Отличительной особенностью RIFCA является лазерный гироскоп, снабженный шестью кольцами с акселерометрами, который обеспечивает более высокую степень надежности.

## Варианты ракеты-носителя
Дельта IV Medium является основой всех остальных вариантов компоновки. Включает в себя один универсальный ракетный модуль (CBC), четырёхметровую вторую ступень и четырёхметровый обтекатель. Высота ракеты-носителя составляет 62,5 м. Стартовая масса — 249,5 т.
Дельта IV Medium+ (4,2) близка к варианту Medium, но использует два твердотопливных ускорителя. Стартовая масса ракеты-носителя — 292,7 т.
Дельта IV Medium+ (5,2) использует пятиметровую вторую ступень, пятиметровый головной обтекатель и два твердотопливных ускорителя. Высота ракеты-носителя составляет 65,9 м.
Дельта IV Medium+ (5,4) соответствует Medium+ (5,2), но использует четыре твердотопливных ускорителя вместо двух. Стартовая масса ракеты-носителя — 404,6 т.
В Дельта IV Heavy вместо твердотопливных ускорителей используются два дополнительных универсальных ракетных модуля CBC, присоединенные по бокам центрального модуля, пятиметровая вторая ступень и удлинённый пятиметровый головной обтекатель. Возможно также использование модифицированного алюминиевого обтекателя от ракеты-носителя Титан IV (впервые использовался при запуске спутника DSP-23). Высота ракеты-носителя составляет 70,7 м. Стартовая масса — 733,4 т.
В ходе разработки ракеты-носителя рассматривалась возможность создания малого её варианта (Дельта IV Small). Она должна была иметь вторую ступень ракеты-носителя Дельта-2 с возможностью использования третьей ступени и головной обтекатель от Дельты-2, установленные на универсальном ракетном модуле первой ступени. Проект малого варианта РН был отклонен в 1999 г. Возможно, это объясняется тем, что ракета-носитель «Дельта-2» имеет близкие параметры по полезной нагрузке.

### Таблица обозначения версий
Все показатели полезной нагрузки указаны с учётом использования двигателя RS-68A.
| Версия        | Обтекатель | Ускорители | ПН на НОО* | ПН на ГПО** | ПН на ГСО*** | Число запусков |
| ------------- | ---------- | ---------- | ---------- | ----------- | ------------ | -------------- |
| Medium        | 4 м        | —          | 9 420 кг   | 4 440 кг    | 1 270 кг     | 3              |
| Medium+ (4,2) | 4 м        | 2 ТТУ      | 13 140 кг  | 6 390 кг    | 2 320 кг     | 15             |
| Medium+ (5,2) | 5 м        | 2 ТТУ      | 11 470 кг  | 5 490 кг    | 2 250 кг     | 3              |
| Medium+ (5,4) | 5 м        | 4 ТТУ      | 14 140 кг  | 7 300 кг    | 3 120 кг     | 8              |
| Heavy         | 5 м        | 2 УРМ      | 28 790 кг  | 14 220 кг   | 6 750 кг     | 12             |

(*) НОО — 200 × 200 км, наклонение 28,7°
(**) ГПО — 35 786 × 185 км, наклонение 27°
(***) ГСО — 35 786 × 35 786 км, наклонение 0°

## Сборка ракеты-носителя

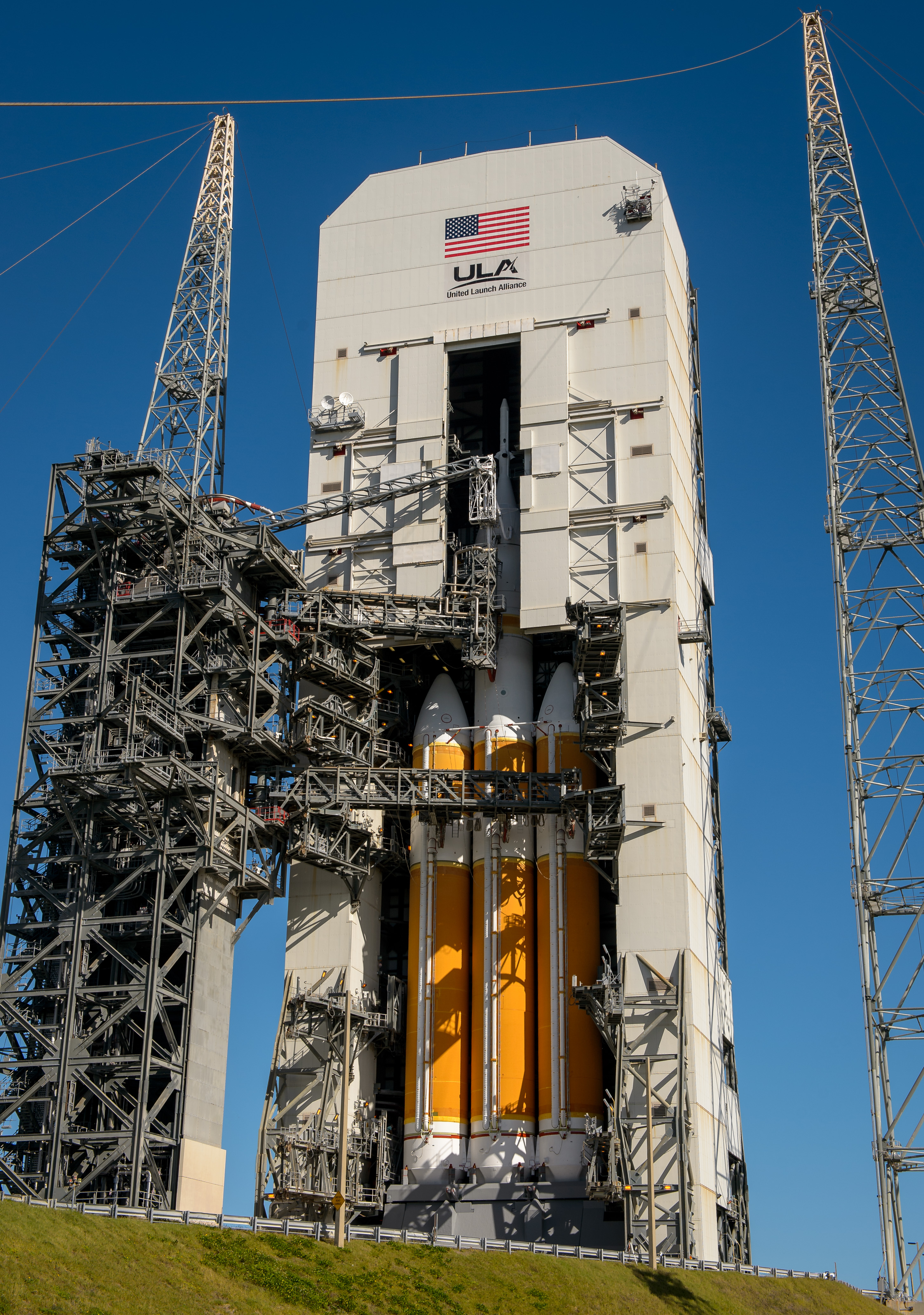
Дельта IV Heavy внутри передвижной башни обслуживания (MST).

Ракета-носитель «Дельта IV» собирается по схеме, которая по утверждению компании Boeing сокращает стоимость и дорогое пребывание ракеты на стартовой площадке. Блоки первой ступени производятся на фабрике в Декейтере (Алабама). После этого они транспортируются по воде до необходимой стартовой площадки, где перевозятся в ангар горизонтальной сборки (Horizontal Integration Facility) для сборки со второй ступенью, которая также проделывает основной путь по воде. Также в ангаре собираются вместе три блока CBC для ракеты-носителя «Дельта IV Heavy».
После того как выполнено множество проверок, ракета-носитель с помощью мобильной башни перемещается горизонтально к стартовому столу, где устанавливается вертикально установщиком внутри передвижной башни обслуживания (Mobile Service Tower). На этом этапе присоединяются твердотопливные ускорители GEM-60, если в них есть необходимость. После дополнительных проверок, полезная нагрузка, закрытая в головном обтекателе, транспортируется из ангара горизонтальной сборки к стартовой площадке и с помощью крана мобильной башни присоединяется к ракете-носителю. После этого ракета-носитель готова к запуску.

## Стартовые площадки
Запуски ракеты-носителя «Дельта IV» производятся с двух стартовых площадок:
- на восточном побережье США со стартового комплекса SLC-37B на мысе Канаверал;
- на западном побережье со стартового комплекса SLC-6 на базе Ванденберг, где осуществляются запуски на полярную орбиту и орбиты с большим наклонением.

## Планы развития
До принятия решения об отказе от ракеты возможное будущее развитие ракет-носителей семейства «Дельта IV» включало в себя добавление дополнительных боковых твердотопливных ускорителей для повышения показателей полезной нагрузки, использование двигателей первой и второй ступеней с большей тягой, применение более легких материалов и увеличение числа унифицированных блоков CBC до шести штук. Эти модификации могли увеличить массу доставляемого на опорную орбиту груза до 60-100 тонн.
NASA первоначально имело планы по использованию ракеты-носителя «Дельта IV Heavy» для одноразового пилотируемого корабля CEV (англ. Crew Exploration Vehicle) в программе «Созвездие», который предполагается использовать вместо космического челнока. Но с изменением CEV от концепций планера с крыльями или несущего крыла к концепции спускаемой капсулы (Орион) и с переходом на ракету-носитель на основе твердотопливного ускорителя челнока (см. Арес I), единственный компонент, который будет заимствован от Дельта IV будет водородно/кислородный двигатель RS-68 (см. Арес V).
Программа модернизации ракеты-носителя «Дельта IV Heavy», нацеленная на использование более эффективных двигателей RS-68A, была рассчитана на период до 2011 года. Первый полет с новыми двигателями был выполнен 29 июня 2012. Результатом стало 13 % увеличение выводимой полезной нагрузки на ГПО. Новый двигатель RS-68A также планировался использовать на всех модификациях ракеты-носителя «Дельта IV» к 2015 году, обеспечиваемая им тяга 106 % должна привести к 7-11 % увеличению полезной нагрузки, выводимой на ГПО. Большая тяга, возможно, требовала структурных изменений, и использование двигателей при текущих 102 % тяги обеспечивала меньшее улучшение показателей, но требовала меньше модификаций.
Другое возможное обновление семейства ракеты-носителя «Дельта IV» состояло в создании новых вариантов путём добавления дополнительных твердотопливных ускорителей. Одна такая модификация, Medium+ (4,4), могла бы использовать четыре ускорителя GEM-60, что теоретически обеспечило бы полезную нагрузку на ГПО 7 500 кг и 14 800 кг на низкой опорной орбите. Данный вариант являлся наиболее простым для реализации и возможен в пределах 36 месяцев от первого заказа. Две другие версии, Medium+ (5,6) и Medium+ (5,8), можно было получить добавлением двух и четырёх твердотопливных ускорителей GEM-60 соответственно к модификации Medium+ (5,4). Это могло существенно увеличить массу полезной нагрузки до 9 200 кг на ГПО для Medium+ (5,8), но требовало значительной модификации в виде дополнительных точек крепления на первой ступени и изменений, направленных на учёт увеличенных нагрузок на конструкцию во время полета. Скорее всего, это требовало также изменений стартовой площадки и инфраструктуры. Версии Medium+ (5,6) и Medium+ (5,8) могли быть доступны в пределах 48 месяцев со времени первого заказа.

## Запуски ракеты-носителя Дельта IV

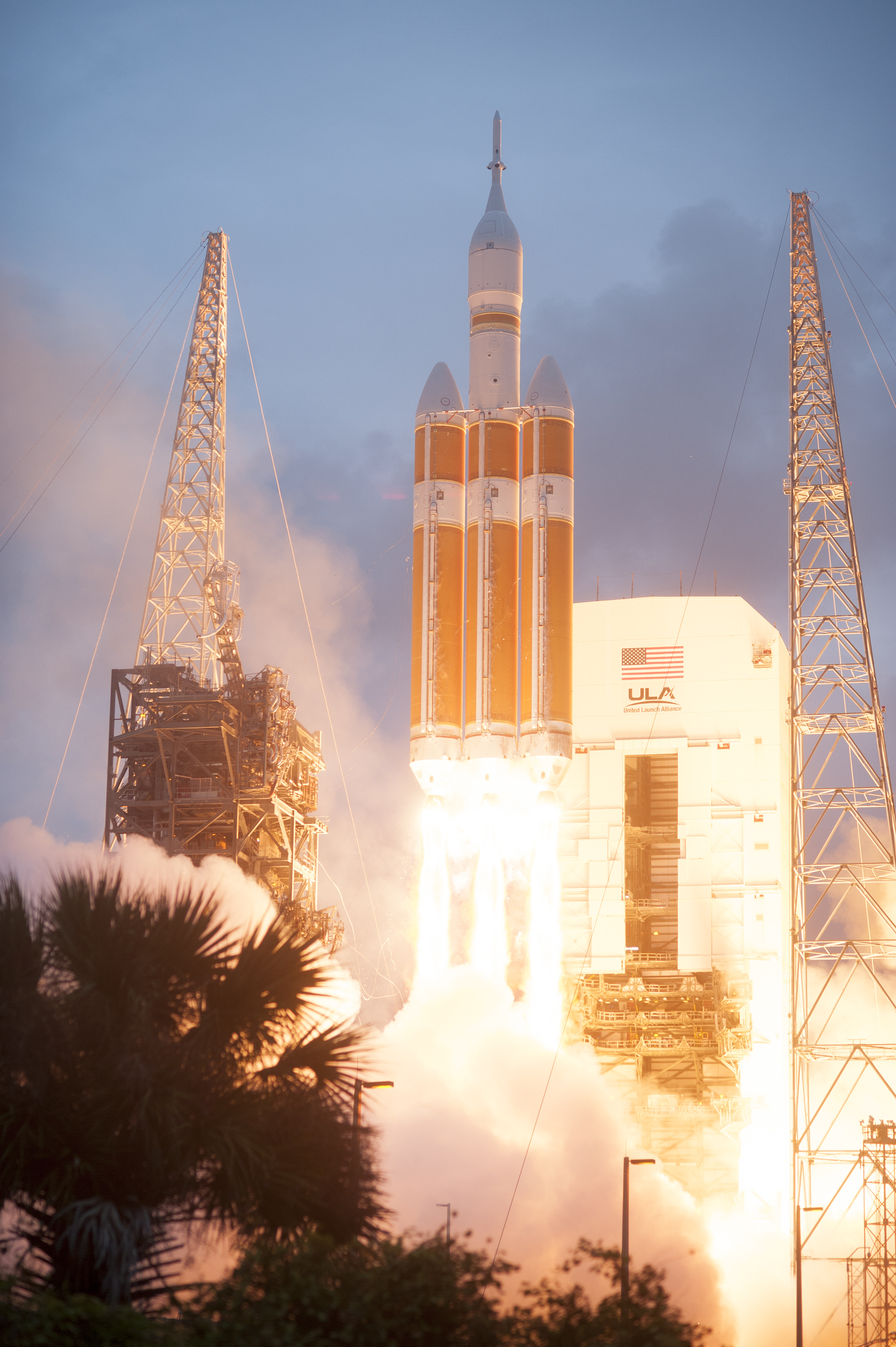
Запуск «Дельта IV Хэви» с космическим кораблём «Орион».

21 декабря 2004 года была впервые запущена ракета-носитель «Дельта IV Хэви» c массогабаритным макетом полезной нагрузки, после существенных задержек из-за плохой погоды. По причине кавитации в топливопроводах, датчики зарегистрировали исчерпание топлива. Двигатели боковых ускорителей и позже двигатель первой ступени были отключены преждевременно, хотя топлива оставалось достаточно для продолжения горения согласно плану полёта. Вторая ступень попыталась скомпенсировать недоработку первой ступени и боковых ускорителей до тех пор, пока не завершилось топливо.
Этот полёт был пробным запуском со следующей полезной нагрузкой:
- DemoSat — 6020кг; алюминиевый цилиндр, заполненный 60 прутьями из латуни, который предполагалось вывести на ГСО, однако из-за сбоя датчиков, спутник не достиг планируемой орбиты.
- NanoSat-2 — выводимый на низкую околоземную орбиту, представлял собой два очень маленьких спутника «Спарки» (24 кг) и «Ральфи» (21 кг). С учётом недостаточного времени работы первых ступеней, наиболее вероятно, что они не достигли стабильной орбиты[21][22].

5 декабря 2014 года, в рамках тестовой миссии EFT-1, состоялся запуск ракеты-носителя «Дельта IV Хэви» с космическим кораблём «Орион», который будет использоваться в будущих пилотируемых миссиях НАСА к Луне и Марсу.

9 апреля 2024 состоялся последний запуск РН. Последующих запусков более не планируется.
| № | Дата запуска (UTC) | Версия | Стартовая площадка | Полезная нагрузка | Тип аппарата | Орбита | Результат |
| 2002 · 2003 · 2004 · 2006 · 2007 · 2009 · 2010 · 2011 · 2012 · 2013 · 2014 · 2015 · 2016 · 2017 · 2018 · 2019 · 2020 · 2021 · 2022 · 2023 · 2024 | 2002 · 2003 · 2004 · 2006 · 2007 · 2009 · 2010 · 2011 · 2012 · 2013 · 2014 · 2015 · 2016 · 2017 · 2018 · 2019 · 2020 · 2021 · 2022 · 2023 · 2024 | 2002 · 2003 · 2004 · 2006 · 2007 · 2009 · 2010 · 2011 · 2012 · 2013 · 2014 · 2015 · 2016 · 2017 · 2018 · 2019 · 2020 · 2021 · 2022 · 2023 · 2024 | 2002 · 2003 · 2004 · 2006 · 2007 · 2009 · 2010 · 2011 · 2012 · 2013 · 2014 · 2015 · 2016 · 2017 · 2018 · 2019 · 2020 · 2021 · 2022 · 2023 · 2024 | 2002 · 2003 · 2004 · 2006 · 2007 · 2009 · 2010 · 2011 · 2012 · 2013 · 2014 · 2015 · 2016 · 2017 · 2018 · 2019 · 2020 · 2021 · 2022 · 2023 · 2024 | 2002 · 2003 · 2004 · 2006 · 2007 · 2009 · 2010 · 2011 · 2012 · 2013 · 2014 · 2015 · 2016 · 2017 · 2018 · 2019 · 2020 · 2021 · 2022 · 2023 · 2024 | 2002 · 2003 · 2004 · 2006 · 2007 · 2009 · 2010 · 2011 · 2012 · 2013 · 2014 · 2015 · 2016 · 2017 · 2018 · 2019 · 2020 · 2021 · 2022 · 2023 · 2024 | 2002 · 2003 · 2004 · 2006 · 2007 · 2009 · 2010 · 2011 · 2012 · 2013 · 2014 · 2015 · 2016 · 2017 · 2018 · 2019 · 2020 · 2021 · 2022 · 2023 · 2024 |
| --- | --- | --- | --- | --- | --- | --- | --- |
| 2002 год | | | | | | | |
| 1 | 20 ноября 2002, 22:39 | Medium+(4,2) | Канаверал SLC-37B | Eutelsat W5 | Коммерческий спутник связи | ГПО | Успех |
| 1 | Первый запуск ракеты-носителя Дельта IV. Первый запуск версии Medium+ (4,2). Первый коммерческий спутник для Дельта IV. | | | | | | |
| 2003 год | | | | | | | |
| 2 | 11 марта 2003, 00:59 | Medium | Канаверал SLC-37B | DSCS-3 A3 (USA-167) | Военный спутник связи | ГПО | Успех |
| 2 | Первый запуск версии Дельта IV Medium. Первый запуск в рамках программы EELV. | | | | | | |
| 3 | 29 августа 2003, 23:13 | Medium | Канаверал SLC-37B | DSCS-3 B6 (USA-170) | Военный спутник связи | ГПО | Успех |
| 3 | | | | | | | |
| 2004 год | | | | | | | |
| 4 | 21 декабря 2004, 21:50 | Heavy | Канаверал SLC-37B | DemoSat / 3CS-1 / 3CS-2 | Макет полезной нагрузки + два микроспутника. | ГСО | Частичная неудача |
| 4 | Первый, демонстрационный запуск ракеты носителя Дельта IV Heavy. Из-за сбоя топливных датчиков боковые ускорители и первая ступень отключились раньше запланированного времени. Макет полезной нагрузки не выведен на целевую геостационарную орбиту. Пара микроспутников, запущенных в качестве попутной нагрузки не достигли околоземной орбиты. | | | | | | |
| 2006 год | | | | | | | |
| 5 | 24 мая 2006, 22:11 | Medium+(4,2) | Канаверал SLC-37B | GOES 13 (GOES-N) | Метеорологический спутник NOAA | ГПО | Успех |
| 5 | | | | | | | |
| 6 | 28 июня 2006, 03:33 | Medium+(4,2) | Ванденберг SLC-6 | USA-184 (NROL-22) | Разведывательный спутник | Молния | Успех |
| 6 | Первый запуск ракеты-носителя Дельта IV c авиабазы Ванденберг. | | | | | | |
| 7 | 4 ноября 2006, 13:53 | Medium | Ванденберг SLC-6 | DMSP F17 (USA-192) | Военный метеорологический спутник | ССО | Успех |
| 7 | | | | | | | |
| 2007 год | | | | | | | |
| 8 | 11 ноября 2007, 01:50 | Heavy | Канаверал SLC-37B | DSP-23 (USA-197) | Спутник СПРН | ГСО | Успех |
| 8 | Первый запуск Дельта IV для United Launch Alliance. | | | | | | |
| 2009 год | | | | | | | |
| 9 | 18 января 2009, 02:47 | Heavy | Канаверал SLC-37B | USA-202 (NROL-26) | Разведывательный спутник | ГСО | Успех |
| 9 | Первый запуск спутника для NRO ракетой-носителем Дельта IV Heavy. | | | | | | |
| 10 | 27 июня 2009, 22:51 | Medium+(4,2) | Канаверал SLC-37B | GOES 14 (GOES-O) | Метеорологический спутник NOAA | ГПО | Успех |
| 10 | | | | | | | |
| 11 | 6 декабря 2009, 01:47 | Medium+(5,4) | Канаверал SLC-37B | WGS-3 (USA-211) | Военный спутник связи | ГПО | Успех |
| 11 | Первый запуск версии Дельта IV Medium+ (5,4). | | | | | | |
| 2010 год | | | | | | | |
| 12 | 4 марта 2010, 23:57 | Medium+(4,2) | Канаверал SLC-37B | GOES 15 (GOES-P) | Метеорологический спутник NOAA | ГПО | Успех |
| 12 | | | | | | | |
| 13 | 28 мая 2010, 03:00 | Medium+(4,2) | Канаверал SLC-37B | GPS IIF-1 (USA-213) | Навигационный спутник | СОО | Успех |
| 13 | Первый запуск навигационного спутника системы GPS для ракеты-носителя Дельта IV. | | | | | | |
| 14 | 21 ноября 2010, 22:58 | Heavy | Канаверал SLC-37B | USA-223 (NROL-32) | Разведывательный спутник | ГСО | Успех |
| 14 | | | | | | | |
| 2011 год | | | | | | | |
| 15 | 20 января 2011, 21:10 | Heavy | Ванденберг SLC-6 | USA-224 (NROL-49) | Разведывательный спутник | НОО | Успех |
| 15 | Первый запуск ракеты-носителся Дельта IV Heavy c базы Ванденберг. | | | | | | |
| 16 | 11 марта 2011, 23:38 | Medium+(4,2) | Канаверал SLC-37B | USA-227 (NROL-27) | Разведывательный спутник | ГПО | Успех |
| 16 | | | | | | | |
| 17 | 16 июля 2011, 06:41 | Medium+(4,2) | Канаверал SLC-37B | GPS IIF-2 (USA-231) | Навигационный спутник | СОО | Успех |
| 17 | Второй запуск навигационного спутника системы GPS для ракеты-носителя Дельта IV. | | | | | | |
| 2012 год | | | | | | | |
| 18 | 20 января 2012, 00:38 | Medium+(5,4) | Канаверал SLC-37B | WGS-4 (USA-233) | Военный спутник связи | ГПО | Успех |
| 18 | | | | | | | |
| 19 | 3 апреля 2012, 23:12 | Medium+(5,2) | Ванденберг SLC-6 | USA-234 (NROL-25) | Разведывательный спутник | НОО | Успех |
| 19 | Первый запуск версии Дельта IV Medium+ (5,2). | | | | | | |
| 20 | 29 июня 2012, 13:15 | Heavy | Канаверал SLC-37B | USA-237 (NROL-15) | Разведывательный спутник | ГСО | Успех |
| 20 | Первый запуск с улучшенным двигателем первой ступени RS-68A. | | | | | | |
| 21 | 4 октября 2012, 12:10 | Medium+(4,2) | Канаверал SLC-37B | GPS IIF-3 (USA-239) | Навигационный спутник | СОО | Успех |
| 21 | Третий запуск навигационного спутника системы GPS для ракеты-носителя Дельта IV. Незначительная утечка топлива из бака второй ступени не помешала вывести аппарат на целевую орбиту. | | | | | | |
| 2013 год | | | | | | | |
| 22 | 25 мая 2013, 00:27 | Medium+(5,4) | Канаверал SLC-37B | WGS-5 (USA-243) | Военный спутник связи | ГПО | Успех |
| 22 | | | | | | | |
| 23 | 8 августа 2013, 00:29 | Medium+(5,4) | Канаверал SLC-37B | WGS-6 (USA-244) | Военный спутник связи | ГПО | Успех |
| 23 | | | | | | | |
| 24 | 28 августа 2013, 18:03 | Heavy | Ванденберг SLC-6 | USA-245 (NROL-65) | Разведывательный спутник | НОО | Успех |
| 24 | | | | | | | |
| 2014 год | | | | | | | |
| 25 | 21 февраля 2014, 01:59 | Medium+(4,2) | Канаверал SLC-37B | GPS IIF-5 (USA-248) | Навигационный спутник | СОО | Успех |
| 25 | Четвёртый запуск навигационного спутника системы GPS для ракеты-носителя Дельта IV. | | | | | | |
| 26 | 17 мая 2014, 00:03 | Medium+(4,2) | Канаверал SLC-37B | GPS IIF-6 (USA-251) | Навигационный спутник | СОО | Успех |
| 26 | Пятый запуск навигационного спутника системы GPS для ракеты-носителя Дельта IV. | | | | | | |
| 27 | 28 июля 2014, 23:28 | Medium+(4,2) | Канаверал SLC-37B | AFSPC-4 (GSSAP 1/2 / ANGELS) (USA-253/4/5) | Аппараты для обнаружения объектов на орбите | ГСО | Успех |
| 27 | | | | | | | |
| 28 | 5 декабря 2014, 12:05 | Heavy | Канаверал SLC-37B | EFT-1 | Космический корабль Орион | СОО | Успех |
| 28 | Тестовый беспилотный запуск космического корабля Орион. | | | | | | |
| 2015 год | | | | | | | |
| 29 | 25 марта 2015, 18:36 | Medium+(4,2) | Канаверал SLC-37B | GPS IIF-9 (USA-260) | Навигационный спутник | СОО | Успех |
| 29 | Шестой запуск навигационного спутника системы GPS для ракеты-носителя Дельта IV. Последний запуск ракеты-носителя с двигателем RS-68. | | | | | | |
| 30 | 24 июля 2015, 00:07 | Medium+(5,4) | Канаверал SLC-37B | WGS-7 (USA-263) | Военный спутник связи | ГПО | Успех |
| 30 | | | | | | | |
| 2016 год | | | | | | | |
| 31 | 10 февраля 2016, 11:40 | Medium+(5,2) | Ванденберг SLC-6 | NROL-45 (USA-267) | Разведывательный спутник | НОО | Успех |
| 31 | | | | | | | |
| 32 | 11 июня 2016, 17:51 | Heavy | Канаверал SLC-37B | NROL-37 (USA-268) | Разведывательный спутник | ГСО | Успех |
| 32 | | | | | | | |
| 33 | 19 августа 2016, 04:52 | Medium+(4,2) | Канаверал SLC-37B | AFSPC-6 (GSSAP 3/4) (USA-270/271) | Аппараты для обнаружения объектов на орбите | ГСО | Успех |
| 33 | | | | | | | |
| 34 | 7 декабря 2016, 23:53 | Medium+(5,4) | Канаверал SLC-37B | WGS-8 (USA-272) | Военный спутник связи | ГПО | Успех |
| 34 | Восьмой спутник системы Wideband Global SATCOM выведен на суперсинхронную геопереходную орбиту с параметрами 435 × 44 337 км, наклонение 27,01°. | | | | | | |
| 2017 год | | | | | | | |
| 35 | 19 марта 2017, 0:18 | Medium+(5,4) | Канаверал SLC-37B | WGS-9 | Военный спутник связи | ГПО | Успех |
| 35 | Девятый спутник системы Wideband Global SATCOM выведен на геопереходную орбиту с параметрами 435 × 44 350 км, наклонение 27,00°. | | | | | | |
| 2018 год | | | | | | | |
| 36 | 12 января 2018, 22:11 | Medium+(5,2) | Ванденберг SLC-6 | NROL-47 (USA-281) | Разведывательный спутник | НОО | Успех |
| 36 | Третий и последний запуск версии Дельта IV Medium+ (5,2). | | | | | | |
| 37 | 12 августа 2018, 07:31 | Heavy | Канаверал SLC-37B | Солнечный зонд Паркер | Исследовательский зонд | ГЦО | Успех |
| 37 | Запуск солнечного зонда для измерения параметров частиц солнечного ветра, на расстоянии около 6 млн километров от Солнца. | | | | | | |
| 2019 год | | | | | | | |
| 38 | 19 января 2019, 19:10 | Heavy | Ванденберг SLC-6 | NROL-71 | Разведывательный спутник | НОО | Успех |
| 38 | Запуск спутника оптической разведки для Национального управления военно-космической разведки США. | | | | | | |
| 39 | 16 марта 2019, 00:26 | Medium+(5,4) | Канаверал SLC-37B | WGS-10 | Военный спутник связи | ГПО | Успех |
| 39 | Запуск военного спутникв связи для Министерства обороны США. | | | | | | |
| 40 | 22 августа 2019, 13:06 | Medium+(4,2) | Канаверал SLC-37B | GPS-3 SV02 | Навигационный спутник | СОО | Успех |
| 40 | Последний запуск ракеты-носителя в конфигурации Medium. 3705-килограммовый спутник третьего поколения навигационной системы GPS выведен на переходную орбиту с апогеем 20 200 км. | | | | | | |
| 2020 год | | | | | | | |
| 41 | 11 декабря 2020, 01:09 | Heavy | Канаверал SLC-37B | NROL-44 | Разведывательный спутник | ГСО | Успех |
| 41 | Успешный запуск спутника оптической разведки для Национального управления военно-космической разведки США. | | | | | | |
| 2021 год | | | | | | | |
| 42 | 26 апреля 2021, 20:47 | Heavy | Ванденберг SLC-6 | NROL-82 | Разведывательный спутник | НОО | Успех |
| 42 | Запуск спутника оптической разведки для Национального управления военно-космической разведки США. | | | | | | |
| 2022 год | | | | | | | |
| 43 | 24 сентября 2022, 22:25 | Heavy | Ванденберг SLC-6 | NROL-91 | Разведывательный спутник | НОО | Успех |
| 43 | | | | | | | |
| 2023 год | | | | | | | |
| 44 | 22 июня 2023, 09:18 | Heavy | Канаверал SLC-37B | NROL-68 | Разведывательный спутник | ГСО | Успех |
| 44 | | | | | | | |
| 2024 год | | | | | | | |
| 45 | 9 апреля 2024, 16:53 | Heavy | Канаверал SLC-37B | NROL-70 | Разведывательный спутник | ГСО | Успех |
| 45 | Последний запуск ракеты-носителя. | | | | | | |

## Фотогалерея

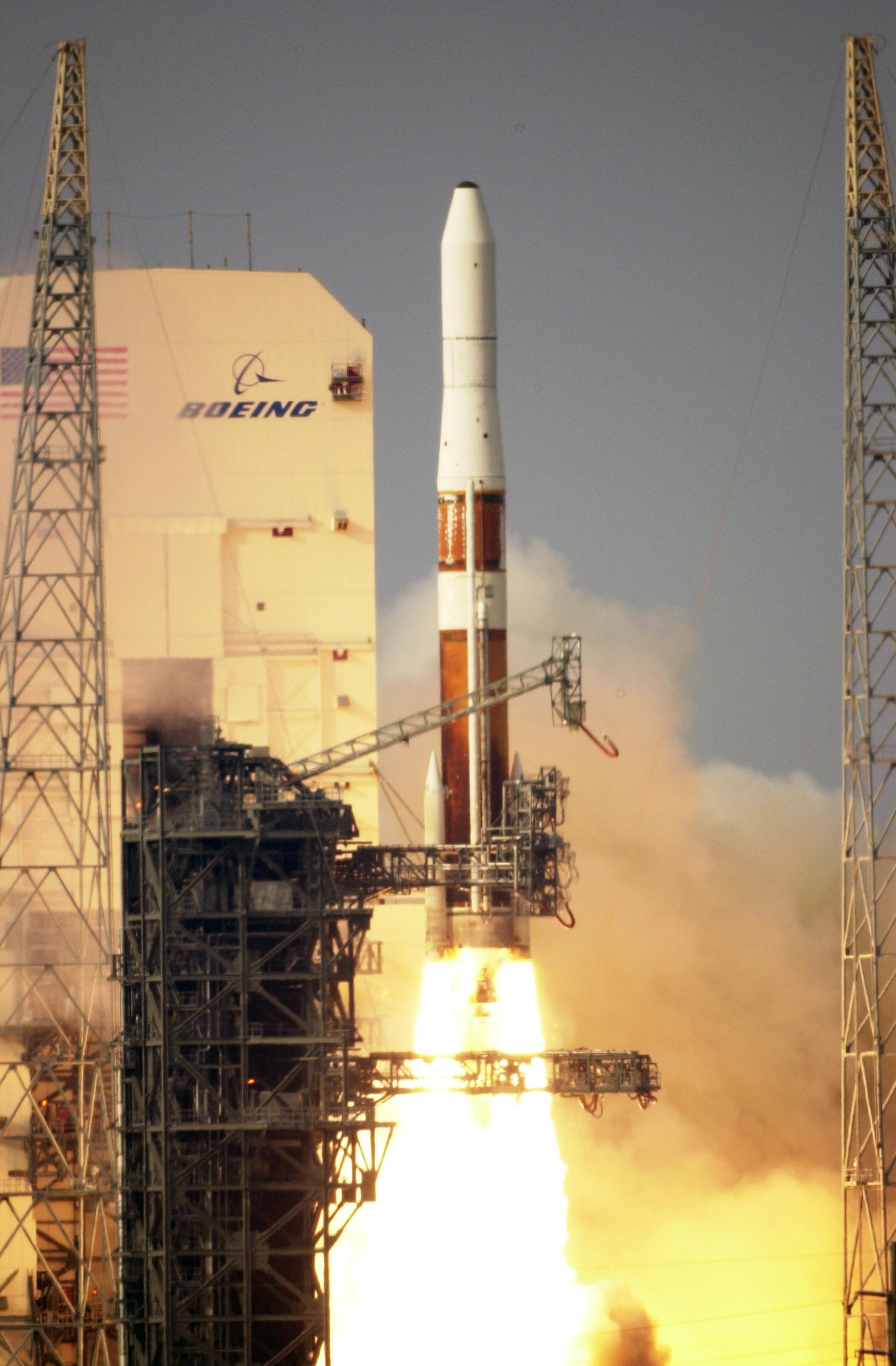
Старт Дельта IV Медиум+ (4,2) с GOES-13.
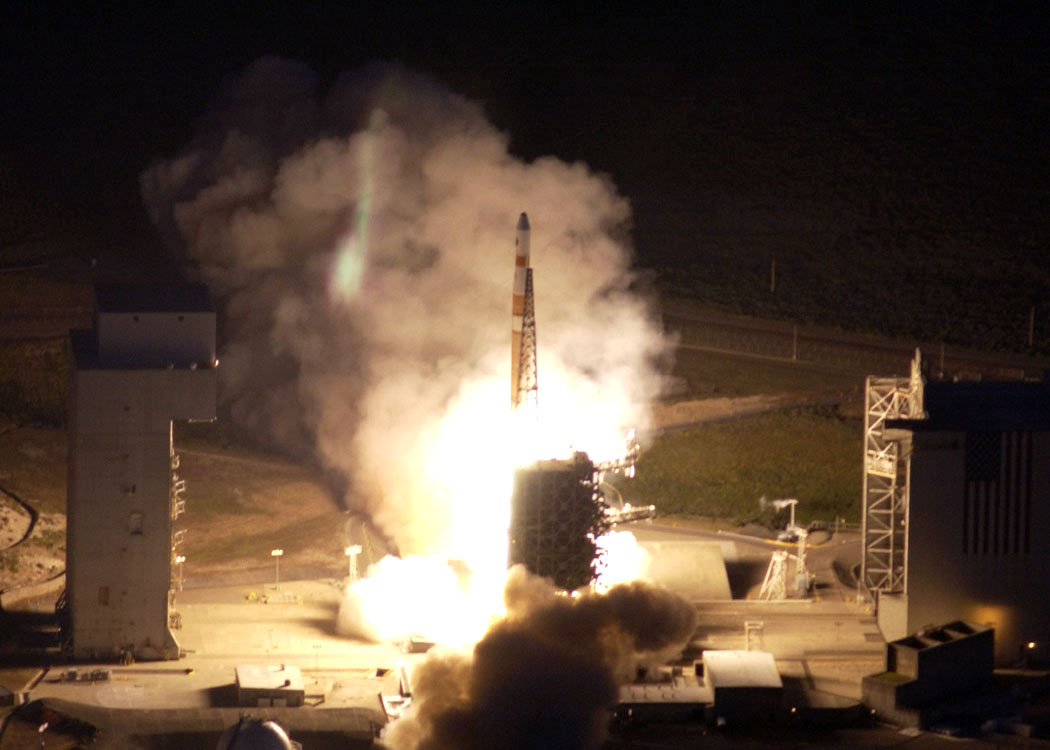
Уникальная фотография запуска спутника NROL-22.
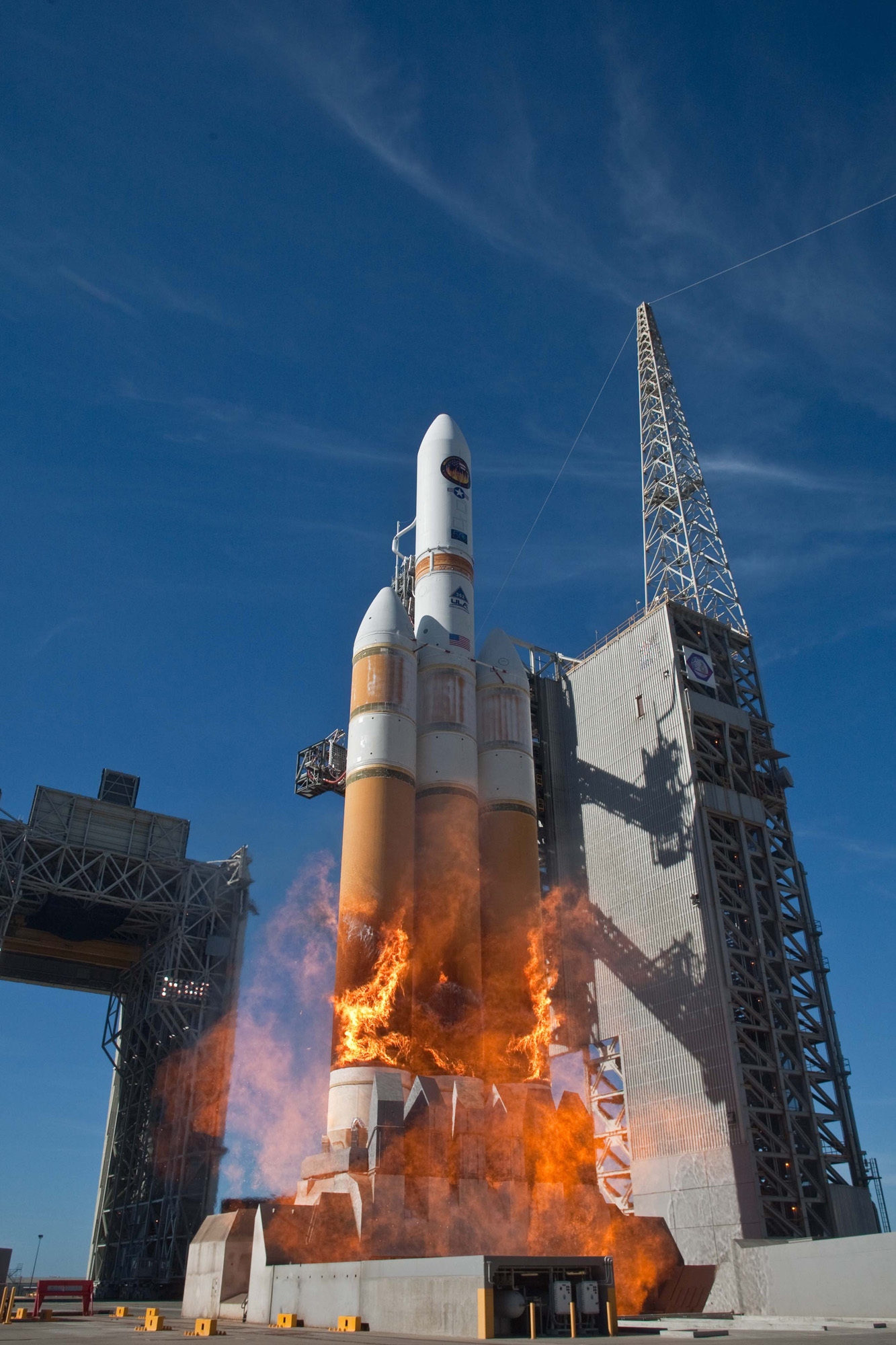
Запуск спутника NROL-49.
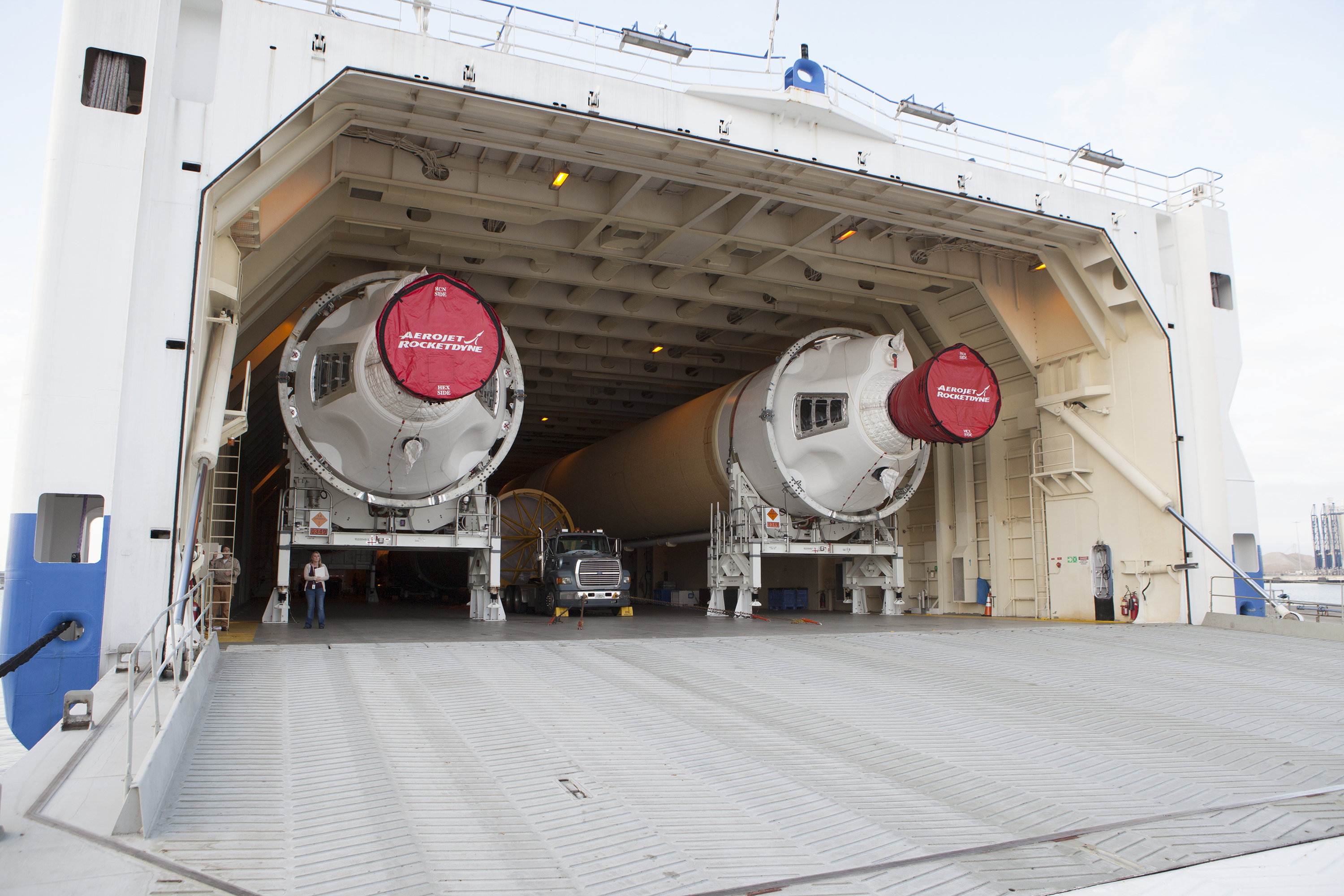
Универсальные ракетные модули Дельта IV доставляются на борту корабля Delta Mariner.

### Сравнимые ракеты-носители
- Атлас V
- Ариан 5
- Протон М
- Falcon 9
- H-IIB
- GSLV Mk. III (Индия)
- Великий поход 5
- Ангара 5